# Proposition de trêve de Noël russe de 2023
 (janvier 2023).
La mise en forme du texte ne suit pas les recommandations de Wikipédia : il faut le « wikifier ».
Les points d'amélioration suivants sont les cas les plus fréquents :
- Les titres sont pré-formatés par le logiciel. Ils ne sont ni en capitales, ni en gras.
- Le texte ne doit pas être écrit en capitales (les noms de famille non plus), ni en gras, ni en italique, ni en « petit »…
- Le gras n'est utilisé que pour surligner le titre de l'article dans l'introduction, une seule fois.
- L'italique est rarement utilisé : mots en langue étrangère, titres d'œuvres, noms de bateaux, etc.
- Les citations ne sont pas en italique mais en corps de texte normal. Elles sont entourées par des guillemets français : « et ».
- Les listes à puces sont à éviter, des paragraphes rédigés étant largement préférés. Les tableaux sont à réserver à la présentation de données structurées (résultats, etc.).
- Les appels de note de bas de page (petits chiffres en exposant, introduits par l'outil «  Source ») sont à placer entre la fin de phrase et le point final[comme ça].
- Les liens internes (vers d'autres articles de Wikipédia) sont à choisir avec parcimonie. Créez des liens vers des articles approfondissant le sujet. Les termes génériques sans rapport avec le sujet sont à éviter, ainsi que les répétitions de liens vers un même terme.
- Les liens externes sont à placer uniquement dans une section « Liens externes », à la fin de l'article. Ces liens sont à choisir avec parcimonie suivant les règles définies. Si un lien sert de source à l'article, son insertion dans le texte est à faire par les notes de bas de page.
- La présentation des références doit suivre les conventions bibliographiques. Il est recommandé d'utiliser les modèles {{Ouvrage}}, {{Chapitre}}, {{Article}}, {{Lien web}} et/ou {{Bibliographie}}. Le mode d'édition visuel peut mettre en forme automatiquement les références.
- Insérer une infobox (cadre d'informations à droite) n'est pas obligatoire pour parachever la mise en page.

Pour une aide détaillée, merci de consulter Aide:Wikification.
Si vous pensez que ces points ont été résolus, vous pouvez retirer ce bandeau et améliorer la mise en forme d'un autre article.
La proposition de trêve de Noël russe de 2023 est survenue le 5 janvier 2023 lorsque le patriarche Cyrille de Moscou, chef de l'Église orthodoxe russe, a appelé les deux côtés de la guerre en Ukraine à une trêve pour célébrer le Noël orthodoxe. Le soir du même jour, le président russe Vladimir Poutine a chargé le ministre russe de la Défense Sergueï Choïgou de déclarer un cessez-le-feu temporaire sur toute la ligne de contact entre les troupes russes et ukrainiennes,.
La proposition de trêve a été immédiatement rejetée par les autorités ukrainiennes, qui l'ont qualifiée de « piège cynique »,,,.

## Contexte
De nombreux chrétiens orthodoxes, y compris ceux qui vivent en Russie et en Ukraine, célèbrent Noël les 6 et 7 janvier. Cependant, à la suite de l'invasion russe, un nombre de plus en plus élevé d'Ukrainiens ont commencé à célébrer Noël le 25 décembre à la place.
Le patriarche Cyrille de Moscou parle souvent de la guerre dans ses sermons, justifiant l'invasion, la qualifiant de « luttes intestines » et appelant les orthodoxes russes à la « mobilisation spirituelle ». Ces déclarations ont finalement poussé l'Église orthodoxe ukrainienne (Patriarcat de Moscou) à déclarer son indépendance vis-à-vis du Patriarcat de Moscou. En juin 2022, le Royaume-Uni et le Canada ont ajouté le patriarche Cyrille à leurs listes de sanctions.
Des appels à un cessez le feu avait déjà été lancés par Code Pink et Fellowship of Reconciliation qui devait aller du 24 décembre 2022 au 19 janvier 2023, appel œcuménique. Appels auxquels aucune suite n'avait été donnée.

## Cessez-le-feu unilatéral russe
À la suite de la proposition du patriarche Cyrille, le président russe Vladimir Poutine a chargé le ministre russe de la Défense Sergueï Choïgou de déclarer un cessez-le-feu temporaire sur toute la ligne de contact entre les troupes russes et ukrainiennes dans le cadre du Noël orthodoxe. Selon l'annonce, le cessez-le-feu sera en vigueur du 6 janvier à midi jusqu'au 7 janvier à minuit. « Étant donné qu'un grand nombre de citoyens orthodoxes vivent dans des zones de combat, nous appelons la partie ukrainienne à déclarer un cessez-le-feu et à donner une chance d'assister à un service la veille de Noël, ainsi qu'à Noël », a déclaré Poutine. Le ministère de la Défense de la fédération de Russie a indiqué qu'il exécuterait l'ordre de Poutine d'introduire un cessez-le-feu pour Noël.

## Réactions

### Ukraine
Le bureau du président ukrainien a qualifié la précédente demande de cessez-le-feu du patriarche Cyrille de « piège cynique et d'élément de propagande ». Le conseiller présidentiel ukrainien Mykhaïlo Podoliak a déclaré que l'Église orthodoxe russe n'est pas une autorité pour les croyants orthodoxes du monde entier et qu'il « agit comme un propagandiste de guerre », notamment en appelant au « génocide des ukrainiens ».
Le secrétaire du Conseil de la sécurité nationale et de la défense d'Ukraine, Oleksiy Danilov, a déclaré que l'Ukraine ne négocierait pas avec la fédération de Russie une trêve de Noël. « Parlons langage pratique. À qui offrent-ils cette trêve ? Pour vous-même ? », a déclaré Danilov, offrant aux troupes russes une « solution simple, récupérer leurs valises » et rentrer chez eux. « Pas de négociations avec eux [...] Ce prêtre a proposé une sorte de rendez-vous. Cela n'a rien à voir avec nous. C'est notre terre. Nous, sur notre terre, ferons ce que nous jugerons nécessaire », a-t-il ajouté.
Le président ukrainien Volodymyr Zelensky a affirmé que la Russie utiliserait « la soi-disant trêve » pour arrêter l'avancée des forces armées ukrainiennes à l'est. Dans un message vidéo du soir, Zelensky a affirmé que « pour mettre fin à la guerre plus rapidement » au lieu d'une trêve temporaire « il faut quelque chose de complètement opposé » et qu'étant « des citoyens russes pour trouver le courage de se libérer de leur peur honteuse d'une personne au Kremlin. »

### Russie
Le chef par intérim de la république populaire de Donetsk, Denis Pouchiline, a déclaré qu'il ne s'agissait que d'un cessez-le-feu. « La décision concerne un cessez-le-feu ou une action offensive de notre part. Mais cela ne veut pas dire que nous ne répondrons pas aux provocations de l'ennemi ! » a-t-il souligné.
Les chaînes Telegram russes pro-guerre ont critiqué l'initiative de cessez-le-feu. La chaîne Rybar Telegram, qui compte plus d'un million d'abonnés, a écrit : « Peut-être que c'est suffisant pour lancer des perles devant des cochons? Ils ne l'apprécient toujours pas. » Yuri Kotenok et Roman Saponkov ont noté que le régime de cessez-le-feu est unilatéral, ne sera pas respecté et ressemble à du « défaitisme ». La chaîne Military Informant a lié l'annonce du cessez-le-feu à la conversation entre Vladimir Poutine et Recep Tayyip Erdoğan : « Apparemment, la proposition reçue aujourd'hui du partenaire respecté et purement neutre d'Erdogan s'est avérée trop tentante pour ne pas faire un autre geste de bonne volonté. »

### États-Unis
En déclarant une trêve unilatérale, Poutine cherche à souffler, selon le président américain Joe Biden. Invité par des journalistes à commenter l'initiative de Poutine, il a noté que la Russie continuait de bombarder « les hôpitaux, les jardins d'enfants et les églises » ukrainiens le jour de Noël 2022 (le 25) et le Nouvel An. « Je pense qu'il [Poutine] essaie de prendre une bouffée d'air », a ajouté le président américain.